# Il Sogno
 (juillet 2024).
Si vous disposez d'ouvrages ou d'articles de référence ou si vous connaissez des sites web de qualité traitant du thème abordé ici, merci de compléter l'article en donnant les références utiles à sa vérifiabilité et en les liant à la section « Notes et références ».
Albums de Elvis Costello
The Delivery Man
(2004) Piano Jazz: McPartland/Costello
(2005)
Il Sogno (2004) est une œuvre de musique savante pour orchestre symphonique d'Elvis Costello. Cette suite symphonique est inspirée du Songe d'une nuit d'été de William Shakespeare.
Il en existe un enregistrement par le London Symphony Orchestra, sous la direction de Michael Tilson Thomas, paru chez Deutsche Grammophon en 2004.

## Liste des morceaux de la suiteIl Sogno
| No  | Titre                                                              | Durée |
| --- | ------------------------------------------------------------------ | ----- |
| 1.  | Il Sogno: Prelude                                                  | 0:49  |
| 2.  | Il Sogno: Overture                                                 | 1:18  |
| 3.  | Il Sogno: Puck 1                                                   | 2:20  |
| 4.  | Il Sogno, Act One: The Court                                       | 2:27  |
| 5.  | Il Sogno, Act One: The State of Affairs                            | 4:44  |
| 6.  | Il Sogno, Act One: Hermia and Lysander                             | 3:16  |
| 7.  | Il Sogno, Act One: The Jealousy of Helena                          | 0:55  |
| 8.  | Il Sogno, Act One: Worker's Playtime                               | 2:16  |
| 9.  | Il Sogno, Act Two: Oberon and Titania                              | 4:14  |
| 10. | Il Sogno, Act Two: The Conspiracy of Oberon and Puck               | 1:08  |
| 11. | Il Sogno, Act Two: Slumber                                         | 1:25  |
| 12. | Il Sogno, Act Two: Puck 2                                          | 1:49  |
| 13. | Il Sogno, Act Two: The Identity Parade                             | 4:42  |
| 14. | Il Sogno, Act Two: The Face of Bottom                              | 2:49  |
| 15. | Il Sogno, Act Two: The Spark of Love                               | 4:22  |
| 16. | Il Sogno, Act Two: Tormentress                                     | 1:41  |
| 17. | Il Sogno, Act Two: Oberon Humbled                                  | 3:41  |
| 18. | Il Sogno, Act Two: Twisted - Entangled - Transform and Exchange" - | 2:35  |
| 19. | Il Sogno, Act Two: The Fairy and the Ass                           | 1:35  |
| 20. | Il Sogno, Act Two: Sleep                                           | 2:48  |
| 21. | Il Sogno, Act Two: Bottom Awakes                                   | 1:43  |
| 22. | Il Sogno, Act Two: Lovers Arise                                    | 3:18  |
| 23. | Il Sogno, Act Three: The Play                                      | 1:31  |
| 24. | Il Sogno, Act Three: The Wedding                                   | 4:22  |